# Atletica leggera ai Giochi della XXXI Olimpiade - Maratona femminile

Video ufficiale della corsa

La maratona ha fatto parte del programma femminile di atletica leggera ai Giochi della XXXI Olimpiade. La competizione si è svolta il 14 agosto a Rio de Janeiro.

## Presenze ed assenze delle campionesse in carica
Per i campionati europei si considera l'edizione del 2014.
| Competizione      | Atleta                | Prestazione | Rio 2016  |
| ----------------- | --------------------- | ----------- | --------- |
| Olimpiadi 2012    | Tiki Gelana           | 2h23'07”    | Assente   |
| Commonwealth 2014 | Filomena Daniel       | 2h26'45”    | Non qual. |
| Europei 2014      | Christelle Daunay     | 2h25'14”    | Presente  |
| Asiatici 2014     | Eunice Jepkirui Kirwa | 2h25”37     | Presente  |
| Panamericani 2015 | Adriana da Silva      | 2h35'40”    | Presente  |
| Mondiali 2015     | Mare Dibaba           | 2h27'35”    | Presente  |

## La gara
La bielorussa Volha Mazuronak conduce la gara in testa dal primo al 30º km (1h32'14”). La prima svolta nella corsa avviene al 36°, quando Eunice Jepkirui Kirwa (keniota con passaporto del Bahrein) promuove un allungo, subito seguita da Mare Dibaba (Eioptia) e Jemima Sumgong (Kenya). Il ritmo delle tre di testa è proibitivo per le avversarie. Verso il 40º km la Dibaba accusa segni di cedimento, mentre la Sumgong supera la Jepkirui. A un km dalla fine il suo vantaggio è di 15 metri, che aumenta fino a 50 metri al momento di tagliare il traguardo. La Jepkirui mantiene la seconda posizione precedendo la Dibaba e l'altra etiopica Tirfi Tsegaye.

133 delle 156 partenti hanno finito la corsa.
Jemima Sumgong, che ha percorso la prima parte di gara in 1h12'57” e la seconda in 1h11'07”, è la prima keniota a vincere l'oro olimpico nella maratona.

## Risultati
| Record mondiale      | Paula Radcliffe | 2h15'25" | Londra | 13 aprile 2003  |
| Record olimpico      | Tiki Gelana     | 2h23'07" | Londra | 5 agosto 2012   |
| Capolista stagionale | Tirfi Tsegaye   | 2h19'41" | Dubai  | 22 gennaio 2016 |

### Classifica finale
Domenica 14 agosto, ore 9:30.
| Pos     | Atleta                       | Paese                | Tempo       | Note                          |
| ------- | ---------------------------- | -------------------- | ----------- | ----------------------------- |
| Oro     | Jemima Sumgong               | Kenya                | 2h24'04"    |                               |
| Argento | Eunice Kirwa                 | Bahrein              | 2h24'13"    |                               |
| Bronzo  | Mare Dibaba                  | Etiopia              | 2h24'30"    |                               |
| 4       | Tirfi Tsegaye                | Etiopia              | 2h24'47"    |                               |
| 5       | Volha Mazuronak              | Bielorussia          | 2h24'48"    |                               |
| 6       | Shalane Flanagan             | Stati Uniti          | 2h25'26"    |                               |
| 7       | Desiree Linden               | Stati Uniti          | 2h26'08"    |                               |
| 8       | Rose Chelimo                 | Bahrein              | 2h27'36"    |                               |
| 9       | Amy Cragg                    | Stati Uniti          | 2h28'25"    |                               |
| 10      | Kim Hye-song                 | Corea del Nord       | 2h28'36"    |                               |
| 11      | Kim Hye-gyong                | Corea del Nord       | 2h28'36"    |                               |
| 12      | Jeļena Prokopčuka            | Lettonia             | 2h29'32"    |                               |
| 13      | Valeria Straneo              | Italia               | 2h29'44"    |                               |
| 14      | Kayoko Fukushi               | Giappone             | 2h29'53"    |                               |
| 15      | Gladys Tejeda                | Perù                 | 2h29'55"    |                               |
| 16      | Ana Dulce Félix              | Portogallo           | 2h30'39"    |                               |
| 17      | Diana Lobačevskė             | Lituania             | 2h30'48"    |                               |
| 18      | Milly Clark                  | Australia            | 2h30'53"    |                               |
| 19      | Tomomi Tanaka                | Giappone             | 2h31'12"    |                               |
| 20      | Fionnuala McCormack          | Irlanda              | 2h31'22"    | Miglior prestazione personale |
| 21      | Iwona Lewandowska            | Polonia              | 2h31'41"    |                               |
| 22      | Jessica Trengove             | Australia            | 2h31'44"    |                               |
| 23      | Monika Stefanowicz           | Polonia              | 2h32'49"    |                               |
| 24      | Lanni Marchant               | Canada               | 2h33'08"    |                               |
| 25      | Catherine Bertone            | Italia               | 2h33'29"    |                               |
| 26      | Eva Vrabcová-Nývltová        | Rep. Ceca            | 2h33'51"    |                               |
| 27      | Lilia Fisikovici             | Moldavia             | 2h34'05"    | Miglior prestazione personale |
| 28      | Alyson Dixon                 | Gran Bretagna        | 2h34'11"    |                               |
| 29      | Maja Neuenschwander          | Svizzera             | 2h34'27"    |                               |
| 30      | Sonia Samuels                | Gran Bretagna        | 2h34'36"    |                               |
| 31      | Lisa Jane Weightman          | Australia            | 2h34'41"    |                               |
| 32      | Madaí Pérez                  | Messico              | 2h34'42"    |                               |
| 33      | Olha Kotovska                | Ucraina              | 2h34'57"    |                               |
| 34      | Azucena Díaz                 | Spagna               | 2h35'02"    |                               |
| 35      | Krista DuChene               | Canada               | 2h35'29"    |                               |
| 36      | Jovana de la Cruz            | Perù                 | 2h35'49"    |                               |
| 37      | Rasa Drazdauskaitė           | Lituania             | 2h35'50"    |                               |
| 38      | Vaida Žūsinaitė              | Lituania             | 2h35'53"    |                               |
| 39      | Yiu Kit Ching                | Hong Kong            | 2h36'11"    | Record nazionale              |
| 40      | Jessica Draskau-Petersson    | Danimarca            | 2h36'14"    |                               |
| 41      | Beata Naigambo               | Namibia              | 2h36:'32"   |                               |
| 42      | An Seul-ki                   | Corea del Sud        | 2h36'50"    |                               |
| 43      | Angie Orjuela                | Colombia             | 2h37'05"    |                               |
| 44      | Anja Scherl                  | Germania             | 2h37'23"    |                               |
| 45      | Maryna Damantsevich          | Bielorussia          | 2h37'34"    |                               |
| 46      | Mai Ito                      | Giappone             | 2h37'37"    |                               |
| 47      | Veerle Dejaeghere            | Belgio               | 2h37'39"    |                               |
| 48      | Margarita Hernández          | Messico              | 2h38'15"    |                               |
| 49      | Kim Kum-ok                   | Corea del Nord       | 2h38'24"    |                               |
| 50      | Kenza Dahmani                | Algeria              | 2h38'37"    |                               |
| 51      | Anne-Mari Hyryläinen         | Finlandia            | 2h39'02"    |                               |
| 52      | Zsófia Erdélyi               | Ungheria             | 2h39'04"    |                               |
| 53      | Yue Chao                     | Cina                 | 2h39'09"    |                               |
| 54      | Sitora Hamidova              | Uzbekistan           | 2h39'45"    | Miglior prestazione personale |
| 55      | Anne Holm Baumeister         | Danimarca            | 2h39'49"    |                               |
| 56      | Helalia Johannes             | Namibia              | 2h39'55"    |                               |
| 57      | Lizzie Lee                   | Irlanda              | 2h39'57"    |                               |
| 58      | Esma Aydemir                 | Turchia              | 2h39'59"    |                               |
| 59      | Iuliia Andreeva              | Kirghizistan         | 2h40'34"    |                               |
| 60      | Andrea Deelstra              | Paesi Bassi          | 2h40'49"    |                               |
| 61      | Ilona Marhele                | Lettonia             | 2h41'02"    |                               |
| 62      | Viktoriia Poliudina          | Kirghizistan         | 2h41'37"    |                               |
| 63      | Dina Lebo Phalula            | Sudafrica            | 2h41'46"    |                               |
| 64      | Andrea Mayr                  | Austria              | 2h41'52"    |                               |
| 65      | Krisztina Papp               | Ungheria             | 2h42'03"    |                               |
| 66      | Svitlana Stanko-Klymenko     | Ucraina              | 2h42'26"    |                               |
| 67      | Mayada Al-Sayad              | Palestina            | 2h42'28"    |                               |
| 68      | Nyakisi Adero                | Uganda               | 2h42'39"    |                               |
| 69      | Adriana Aparecida da Silva   | Brasile              | 2h43'22"    |                               |
| 70      | Lim Kyung-hee                | Corea del Sud        | 2h43'31"    |                               |
| 71      | Beverly Ramos                | Porto Rico           | 2h43'52"    |                               |
| 72      | Munkhzaya Bayartsogt         | Mongolia             | 2h43'55"    |                               |
| 73      | Erika Abril                  | Colombia             | 2h44'05"    |                               |
| 74      | Manuela Soccol               | Belgio               | 2h44'18"    |                               |
| 75      | Alina Armas                  | Namibia              | 2h44'20"    |                               |
| 76      | Breege Connolly              | Irlanda              | 2h44'41"    |                               |
| 77      | Marina Hmelevskaya           | Uzbekistan           | 2h45'06"    |                               |
| 78      | Marily dos Santos            | Brasile              | 2h45'08"    |                               |
| 79      | Hua Shaoqing                 | Cina                 | 2h45'09"    |                               |
| 80      | Nebiat Habtemariam           | Eritrea              | 2h45'21"    |                               |
| 81      | Anna Hahner                  | Germania             | 2h45'32"    |                               |
| 82      | Lisa Hahner                  | Germania             | 2h45'33"    |                               |
| 83      | Tünde Szabó                  | Ungheria             | 2h45'37"    |                               |
| 84      | Els Rens                     | Belgio               | 2h45'52"    |                               |
| 85      | Luvsanlkhündegiin Otgonbayar | Mongolia             | 2h45'55"    |                               |
| 86      | Visiline Jepkesho            | Kenya                | 2h46'05"    |                               |
| 87      | Nataliya Lehonkova           | Ucraina              | 2h46'08"    |                               |
| 88      | Ourania Rebouli              | Grecia               | 2h46'32"    |                               |
| 89      | O. P. Jaisha                 | India                | 2h47'19"    |                               |
| 90      | Maor Tiyouri                 | Israele              | 2h47'27"    |                               |
| 91      | Jane Vongvorachoti           | Thailandia           | 2h47'27"    |                               |
| 92      | Rutendo Nyahora              | Zimbabwe             | 2h47'32"    |                               |
| 93      | Yolimar Pineda               | Venezuela            | 2h47'34"    |                               |
| 94      | Mariya Korobitskaya          | Kirghizistan         | 2h47'53"    |                               |
| 95      | Silvia Paredes               | Ecuador              | 2h48'01"    |                               |
| 96      | Christine Kalmer             | Sudafrica            | 2h48'24"    |                               |
| 97      | Lily Luik                    | Estonia              | 2h48'29"    |                               |
| 98      | Tereza Master                | Malawi               | 2h48'34"    | Record nazionale              |
| 99      | María Elena Calle            | Ecuador              | 2h48'39"    |                               |
| 100     | Rosa Chacha                  | Ecuador              | 2h48'52"    |                               |
| 101     | Paula Todoran                | Romania              | 2h48'54"    |                               |
| 102     | Dailín Belmonte              | Cuba                 | 2h48'58"    |                               |
| 103     | Sofia Riga                   | Grecia               | 2h49'07"    |                               |
| 104     | Matea Matošević              | Croazia              | 2h50'00"    |                               |
| 105     | Érika Olivera                | Cile                 | 2h50'29"    |                               |
| 106     | Ariana Hilborn               | Lettonia             | 2h50'51"    |                               |
| 107     | Katarína Berešová            | Slovacchia           | 2h50'54"    |                               |
| 108     | Militsa Mircheva             | Bulgaria             | 2h51'06"    |                               |
| 109     | Chirine Njeim                | Libano               | 2h51'08"    |                               |
| 110     | Rosa Godoy                   | Argentina            | 2h52'31"    |                               |
| 111     | Sultan Haydar                | Turchia              | 2h53'57"    |                               |
| 112     | Meryem Erdoğan               | Turchia              | 2h54'04"    |                               |
| 113     | Hsieh Chien-ho               | Taipei cinese        | 2h54'18"    |                               |
| 114     | Leila Luik                   | Estonia              | 2h54'38"    |                               |
| 115     | Carmen Martínez              | Paraguay             | 2h56'43"    |                               |
| 116     | Lucia Kimani                 | Bosnia ed Erzegovina | 2h58'22"    |                               |
| 117     | Rosemary Quispe              | Bolivia              | 2h58'32"    |                               |
| 118     | Panagiota Vlachaki           | Grecia               | 2h59'12"    |                               |
| 119     | Marija Vrajić                | Croazia              | 2h59'24"    |                               |
| 120     | Kavita Tungar                | India                | 2h59'29"    |                               |
| 121     | Sara Ramadhani               | Tanzania             | 3h00'03"    |                               |
| 122     | Irina Smolnikova             | Kazakistan           | 3h0'31"     |                               |
| 123     | Natalia Romero               | Cile                 | 3h01'29"    |                               |
| 124     | Mary Joy Tabal               | Filippine            | 3h02'27"    |                               |
| 125     | Viviana Chavez               | Argentina            | 3h03'23"    |                               |
| 126     | Claudette Mukasakindi        | Ruanda               | 3h05'57"    |                               |
| 127     | Chen Yu-hsuan                | Taipei cinese        | 3h09'13"    |                               |
| 128     | Graciete Santana             | Brasile              | 3h09'15"    |                               |
| 129     | Niluka Geethani Rajasekara   | Sri Lanka            | 3h11'05"    |                               |
| 130     | Natthaya Thanaronnawat       | Thailandia           | 3h11'31"    |                               |
| 131     | Neo Jie Shi                  | Singapore            | 3h15'18"    |                               |
| 132     | Sarah Attar                  | Arabia Saudita       | 3h16'11"    |                               |
| 133     | Nary Ly                      | Cambogia             | 3h20'20"    |                               |
|         | Katarzyna Kowalska           | Polonia              | Ritirata    |                               |
|         | Helah Kiprop                 | Kenya                | Ritirata    |                               |
|         | Lonah Chemtai Korlima        | Israele              | Ritirata    |                               |
|         | Anna Incerti                 | Italia               | Ritirata    |                               |
|         | Christelle Daunay            | Francia              | Ritirata    |                               |
|         | Alessandra Aguilar           | Spagna               | Ritirata    |                               |
|         | Souad Aït Salem              | Algeria              | Ritirata    |                               |
|         | Inés Melchor                 | Perù                 | Ritirata    |                               |
|         | Kellys Arias                 | Colombia             | Ritirata    |                               |
|         | Olivera Jevtić               | Serbia               | Ritirata    |                               |
|         | Estela Navascués             | Spagna               | Ritirata    |                               |
|         | Liina Luik                   | Estonia              | Ritirata    |                               |
|         | María Peralta                | Argentina            | Ritirata    |                               |
|         | Tigist Tufa                  | Etiopia              | Ritirata    |                               |
|         | Jéssica Augusto              | Portogallo           | Ritirata    |                               |
|         | Nastassia Ivanova            | Bielorussia          | Ritirata    |                               |
|         | Shitaye Eshete               | Bahrein              | Ritirata    |                               |
|         | Gulzhanat Zhanatbek          | Kazakistan           | Ritirata    |                               |
|         | Daniela Cârlan               | Romania              | Ritirata    |                               |
|         | Slađana Perunović            | Montenegro           | Ritirata    |                               |
|         | Sara Moreira                 | Portogallo           | Ritirata    |                               |
|         | Koutar Boulaid               | Marocco              | Ritirata    |                               |
|         | Daneja Grandovec             | Slovenia             | Ritirata    |                               |
|         | Irvette van Zyl              | Sudafrica            | Non partita |                               |